# Грачаниця (громада)
Грачаниця (хорв. і босн. Opština Gračanica, серб. Општина Грачаница) — боснійська громада, розташована в Тузланському кантоні Федерації Боснії і Герцеговини. Адміністративним центром є місто Грачаниця.
| Боснія і Герцеговина | Це незавершена стаття з географії Боснії і Герцеговини. Ви можете допомогти проєкту, виправивши або дописавши її. |